# 鲁夫赖圣克鲁瓦
鲁夫赖圣克鲁瓦（法語：Rouvray-Sainte-Croix，法語發音：[ʁuvʁɛ sɛ̃t kʁwa]）是法国卢瓦雷省的一个市镇，属于奥尔良区。

## 地理
鲁夫赖圣克鲁瓦（48°3'33"N, 1°43'56"E）面积9.47 平方千米，位于法国中央-卢瓦尔河谷大区卢瓦雷省，该省份为法国中北部省份，北起埃松省，西北接厄尔-卢瓦省，西南接卢瓦-谢尔省，南至涅夫勒省和谢尔省，东临约讷省，东北接塞纳-马恩省。
与鲁夫赖圣克鲁瓦接壤的市镇（或旧市镇、城区）包括：泰尔米尼耶、宽斯、帕泰、苏日。

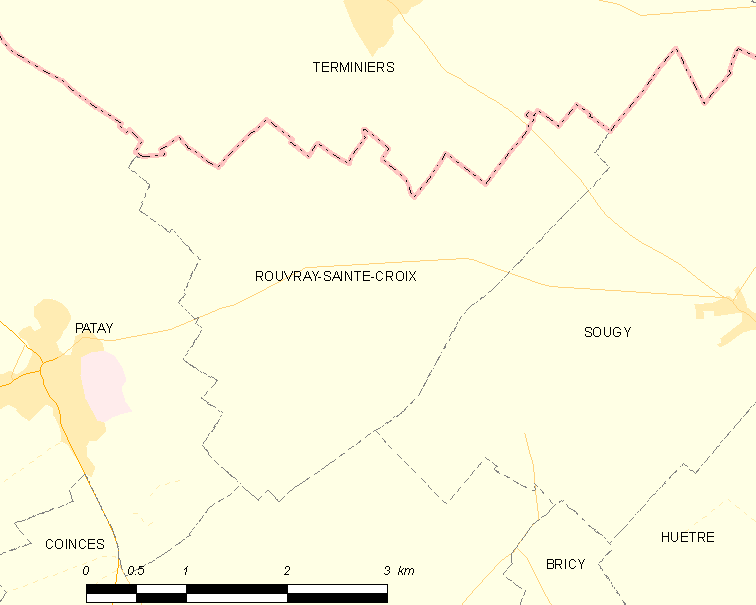
鲁夫赖圣克鲁瓦的OSM定位图

鲁夫赖圣克鲁瓦的时区为UTC+01:00、UTC+02:00（夏令时）。

## 行政
鲁夫赖圣克鲁瓦的邮政编码为45310，INSEE市镇编码为45262。

## 政治
鲁夫赖圣克鲁瓦所属的省级选区为卢瓦尔河畔默恩县。

## 人口

1962-2008年间鲁夫赖圣克鲁瓦人口变化图示

鲁夫赖圣克鲁瓦于2022年1月1日时的人口数量为136人。